# Microchrysa laodunensis
Microchrysa laodunensis är en tvåvingeart som beskrevs av Pleske 1926. Microchrysa laodunensis ingår i släktet Microchrysa och familjen vapenflugor. Inga underarter finns listade i Catalogue of Life.